# ジロ・デ・イタリア 2002
ジロ・デ・イタリア 2002（Giro d'Italia 2002）は、ジロ・デ・イタリアの85回目のレース。2003年5月11日から6月2日まで行われた。全20ステージ。全行程3334km。

## 最終成績

### 個人総合成績
|     | 選手名                       | 国籍           | チーム                              | 時間           |
| --- | ---------------------------- | -------------- | ----------------------------------- | -------------- |
| 1   | パオロ・サヴォルデッリ       | イタリア       | インデックス・アレクシア            | 89時間22分42秒 |
| 2   | タイラー・ハミルトン         | アメリカ合衆国 | チーム・CSC・ティスカリ             | +1分41秒       |
| 3   | ピエトロ・カウッキオーリ     | イタリア       | アレッシオ                          | +2分12秒       |
| 4   | フアン・マヌエル・ガラテ     | スペイン       | ランプレ・ダイキン                  | +3分14秒       |
| 5   | パヴェル・トンコフ           | ロシア         | ランプレ・ダイキン                  | +5分34秒       |
| 6   | アイトール・ゴンサレス       | スペイン       | ケルメ＝コスタ・ブランカ            | +6分54秒       |
| 7   | ゲオルク・トチュニヒ         | オーストリア   | ゲロルシュタイナー                  | +7分02秒       |
| 8   | フェルナンド・エスカルティン | スペイン       | チーム・コースト                    | +7分07秒       |
| 9   | リック・フェルブリュッヘ     | ベルギー       | ロット・アデッコ                    | +9分36秒       |
| 10  | ダリオ・フリゴ               | イタリア       | タッコーニ・スポルト＝エッメジ      | +11分50秒      |
| 11  | オスカル・ペレイロ           | スペイン       | フォナック                          | +12分49秒      |
| 12  | ヤロスラフ・ポポヴィッチ     | ウクライナ     | ラントバウクレディート・コルナゴ    | +14分50秒      |
| 13  | イヴァン・ゴッティ           | イタリア       | アレッシオ                          | +15分17秒      |
| 14  | カデル・エヴァンス           | オーストラリア | マペイ・クイックステップ            | +16分25秒      |
| 15  | エッディ・マッツォレーニ     | イタリア       | タッコーニ・スポルト＝エッメジ      | +17分23秒      |
| 16  | フランコ・ペッリツォッティ   | イタリア       | アレッシオ                          | +17分32秒      |
| 17  | ミハエル・ボーヘルト         | オランダ       | ラボバンク                          | +19分28秒      |
| 18  | ミケーレ・スカルポーニ       | イタリア       | アクア&サポーネ＝カンティナ・トッロ | +22分04秒      |
| 19  | フリオ・ペレス・クアピオ     | メキシコ       | チェラミケ・パナリア＝フィオルド    | +22分15秒      |
| 20  | アンドレア・ノエ             | イタリア       | マペイ・クイックステップ            | +23分54秒      |
| 139 | 野寺秀徳                     | 日本           | チーム・コルパック＝アストロ        | +3時間23分56秒 |

### ポイント賞
| 1位 | マリオ・チポッリーニ     | 184 |
| 2位 | マッシモ・ストラッツェル | 166 |
| 3位 | アイトール・ゴンサレス   | 106 |
| 4位 | アレッサンドロ・ペタッキ | 101 |
| 5位 | タイラー・ハミルトン     | 86  |

### 山岳賞
| 1位 | フリオ・ペレス・クアピオ   | 69 |
| 2位 | ホアキン・カステルブランコ | 33 |
| 3位 | パヴェル・トンコフ         | 25 |
| 4位 | ダニエーレ・デ・パオーリ   | 22 |
| 5位 | セルジョ・バルベーロ       | 20 |

### チーム時間賞
| 1位 | アレッシオ               | 267時間57分29秒 |
| 2位 | ランプレ・ダイキン       | +30分10秒       |
| 3位 | ラボバンク               | +40分12秒       |
| 4位 | チーム・CSC・ティスカリ  | +42分03秒       |
| 5位 | マペイ・クイックステップ | +45分55秒       |

### マリア・ローザ保持者
| 選手名                       | 国籍           | 首位区間   |
| ---------------------------- | -------------- | ---------- |
| フアン・カルロス・ドミンゲス | スペイン       | プロローグ |
| マリオ・チポッリーニ         | イタリア       | 第1        |
| ステファノ・ガルゼッリ       | イタリア       | 第2-第5    |
| イェンス・ヘプナー           | ドイツ         | 第6-第15   |
| カデル・エヴァンス           | オーストラリア | 第16       |
| パオロ・サヴォルデッリ       | イタリア       | 第17-最終  |